# Limenitis bartolme
Limenitis bartolme är en fjärilsart som beskrevs av Hans Fruhstorfer 1915. Limenitis bartolme ingår i släktet Limenitis och familjen praktfjärilar. Inga underarter finns listade i Catalogue of Life.